# Jiří Václav
Jiří Václav (7. června 1940 – 12. ledna 2020 Praha) byl český hudební skladatel, hudební dramaturg a hudební režisér.
Jeho dětmi jsou režisér Petr Václav, hudební pedagožka Taťána Klánská a Veronika Kamenická.

## Dílo
V roce 1984, kdy byl zaměstnán v Československé televizi, charakterizoval svou práci jako „hudební spolupráci“, tj. ozvučování televizních pořadů archivními záznamy. Současně ale uvedl četné příklady vlastní hudební tvorby pro televizní inscenace, např. pro dramatizaci povídky Eduarda Basse Fanynka, nebo pro Manželské etudy: Helena a Jiří Heleny Třeštíkové (1987).
Jako hudební skladatel skládal především filmovou hudbu, jako filmový režisér a dramaturg byl autorem šesti desítek projektů a realizací, často spolupracoval se svou manželkou, režisérkou Ljubou Václavovou.